# Veronaea filicina
Veronaea filicina är en svampart som beskrevs av Dingley 1972. Veronaea filicina ingår i släktet Veronaea, divisionen sporsäcksvampar och riket svampar.   Inga underarter finns listade i Catalogue of Life.